# Tanjung Mulia (Tanjung Tiram)
Tanjung Mulia is een bestuurslaag in het regentschap Batu Bara van de provincie Noord-Sumatra, Indonesië. Tanjung Mulia telt 2624 inwoners (volkstelling 2010).